# Acvilă cu burtă roșie
Acvila cu burtă roșie (Lophotriorchis kienerii) este o pasăre de pradă din familia Accipitridae care se găsește în regiunile împădurite ale Asiei tropicale. Relativ mică pentru o acvilă și cu un model contrastant asemănător unui șoim, această specie a fost plasată anterior în genul Hieraaetus și uneori și în genul Aquila, dar s-a considerat că este suficient de distinctivă pentru a aparține unui gen separat.

## Taxonomie

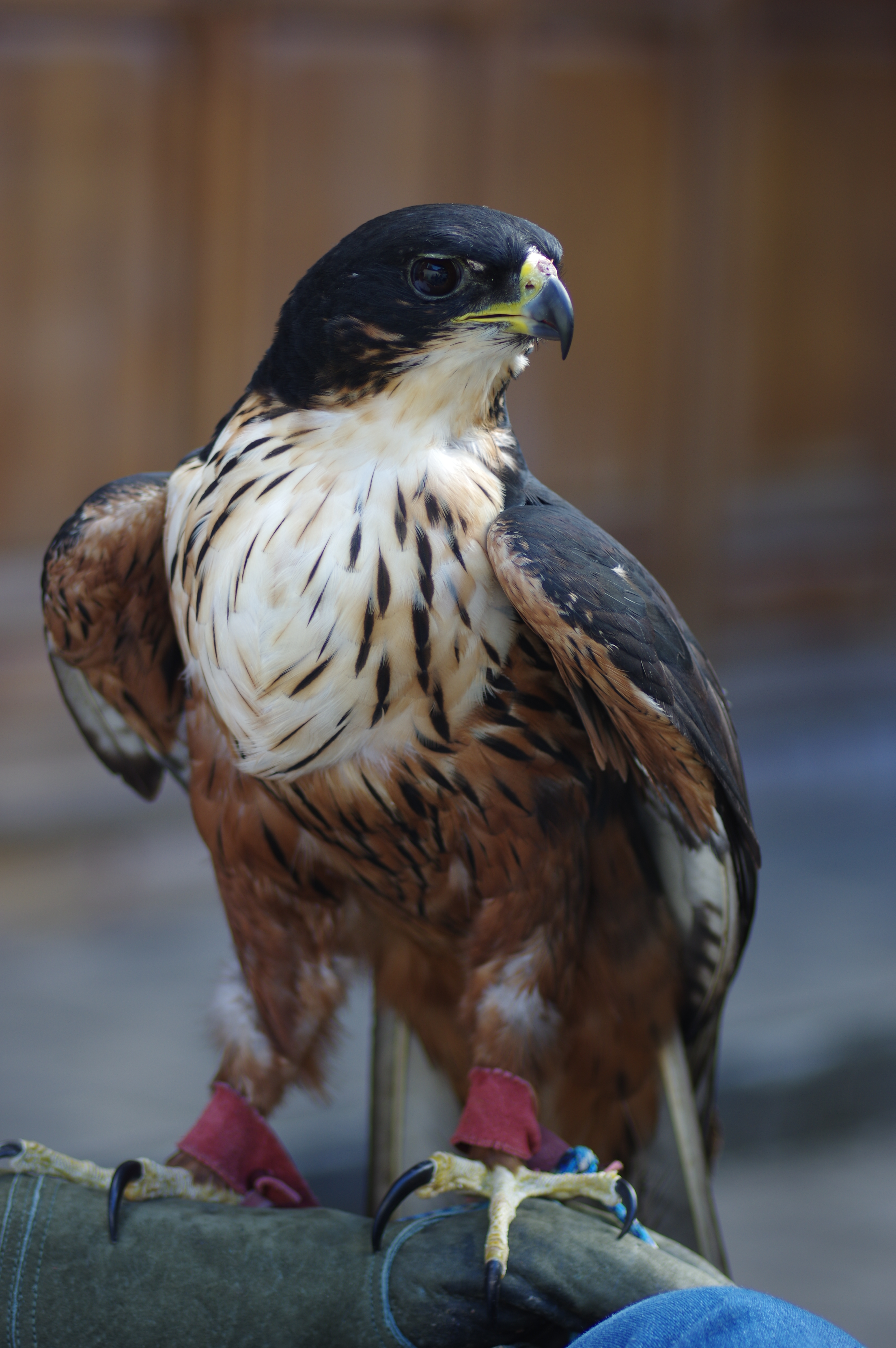
Adult în captivitate

Această acvilă a fost descris inițială ca Astur kienerii pe baza unui specimen din Himalaya. Ulterior, zoologul englez Thomas Jerdon⁠(d) l-a transferat în Limnaetus, genul Lophotriorchis, iar mai târziu în Hieraaetus, așa-numitele "acvile șoim". Un studiu al filogenezei unor specii de Hieraaetus și a altor vulturi a dus la repoziționarea lor. Un alt studiu molecular al vulturilor a sugerat că kienerii era suficient de distinctiv pentru a fi păstrat într-un gen separat, pentru care a fost sugerat numele Kienastur, dar, deoarece acest lucru s-a întâmplat într-o teză, nu este valabil în scopuri taxonomice și, în orice caz, Lophotriorchis a fost propus mult mai devreme.
În arealul său larg, sunt recunoscute două subspecii, deși nu există diferențe marcate de penaj. Specia nominalizată kienerii din India și Sri Lanka (păsările din nord sunt mai mari); și formosus descrisă de Erwin Stresemann⁠(d) în 1924, care este larg răspândită în Asia de Sud-Est, din Birmania până în Sulawesi.
Numele speciei a fost dat de contele Louis Ernest Gustave de Sparre⁠(d) (1802-1866) și îl onorează pe naturalistul francez Louis Charles Kiener⁠(d) (1799-1881).

## Comportament
Acvila cu burta roșie este de obicei văzută în zbor, înălțându-se deasupra coronamentului pădurii. Plonjează pentru a captura prada, care poate include păsări și mamifere. Păsări de mărimea porumbelului de pădure din Sri Lanka, a fazanului Kalij⁠(d) și a păsărilor de junglă au fost înregistrate ca pradă. Cuibul se află pe un copac mare, adesea lipsit de frunze, unde construiește o platformă mare din bețe și ramuri uscate. Cuibul este căptușit cu frunze verzi și este depus un singur ou. Ambii părinți se ocupă pe rând de incubare⁠(d), hrănire și apărarea cuibului.